# Matthias-Claudius-Kirche (Reinfeld)

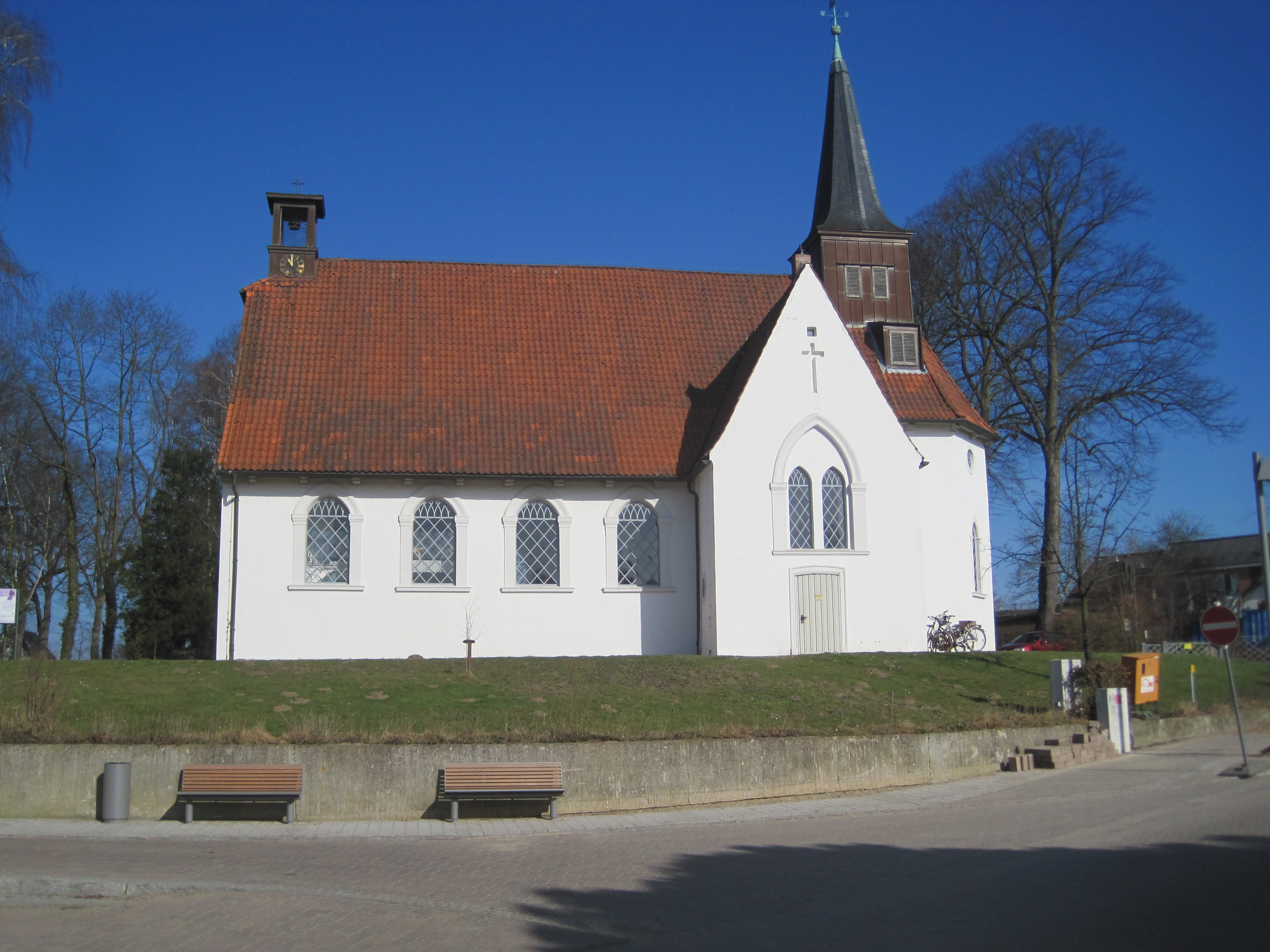
Matthias-Claudius-Kirche

Die Matthias-Claudius-Kirche ist ein denkmalgeschütztes Kirchengebäude in Reinfeld (Holstein). Sie dient der evangelisch-lutherischen Kirchengemeinde Reinfeld im Kirchenkreis Plön-Segeberg der Nordkirche.

## Geschichte
Das heutige Kirchengebäude, ein einschiffiger verputzter Backsteinbau, wurde 1636 errichtet, nachdem die mittelalterliche Klosterkirche des in der Reformationszeit aufgelösten Klosters Reinfeld beim Dammbruch des zur Karpfenzucht gestauten Herrenteichs zerstört worden war. Die neue, wesentlich kleinere Kirche wurde auf dem Eichberg überflutungssicher erbaut. Die Finanzierung übernahm Herzog Joachim Ernst von Schleswig-Holstein-Sonderburg-Plön, zu dessen kleinem Herrschaftsbereich das Amt Reinfeld gehörte.
Das Kirchenschiff hat einen rechteckigen Grundriss, an den sich ein Chorraum mit einer fünfseitigen Apsis anschließt. An der Nordseite gibt es einen kleinen rechteckigen Ausbau, der unter der Regentschaft des letzten Herzogs Friedrich Karl 1737 als Patronatsloge für seine Mutter Dorothea Christina, die ihren Witwensitz in Reinfeld hatte, neu eingerichtet und mit dem herzoglichen Wappen geschmückt wurde. Gegenüber auf der Südseite erfolgte 1893 ein neugotischer Anbau für die Sakristei.
Das Innere ist saalartig mit einer durchlaufenden Holzbalkendecke. Im Westen findet sich eine hufeisenförmige Empore. Der kleine hölzerne Vierkantturm mit spitzem achtseitigen Helm befindet sich auf der Ostseite über dem Altar; am Westende gibt es ein neueres Uhrglockentürmchen.
Seit 1940 trägt die Kirche den Namen von Matthias Claudius, der 1740 im Reinfelder Pastorat als Sohn des gleichnamigen Pastors geboren wurde.

## Ausstattung
Den Altar ziert ein Kruzifix von 1739 mit einem Corpus aus Alabaster. Das Altarleuchter-Paar von 1674 ist aus Gelbguss.
Der Taufengel von 1776 wird dem Lübecker Bildhauer Dietrich Jürgen Boy zugeschrieben.
Das hölzerne Doppelepitaph der Familie von der Goltz von 1658 erinnert an Elisabeth Maria (1647–1658) und Agnes (1640–1658) von der Goltz. Die beiden Töchter des Reinfelder Amtmanns Georg von der Goltz († 1662) waren kurz nacheinander am 9. und 17. Januar 1658 gestorben.
Die Glocken stammen aus der Klosterkirche. Sie wurden 1477 bzw. 1561 gegossen, die letztere vom Lübecker Ratsgießmeister Matthias Benningk.

### Orgel

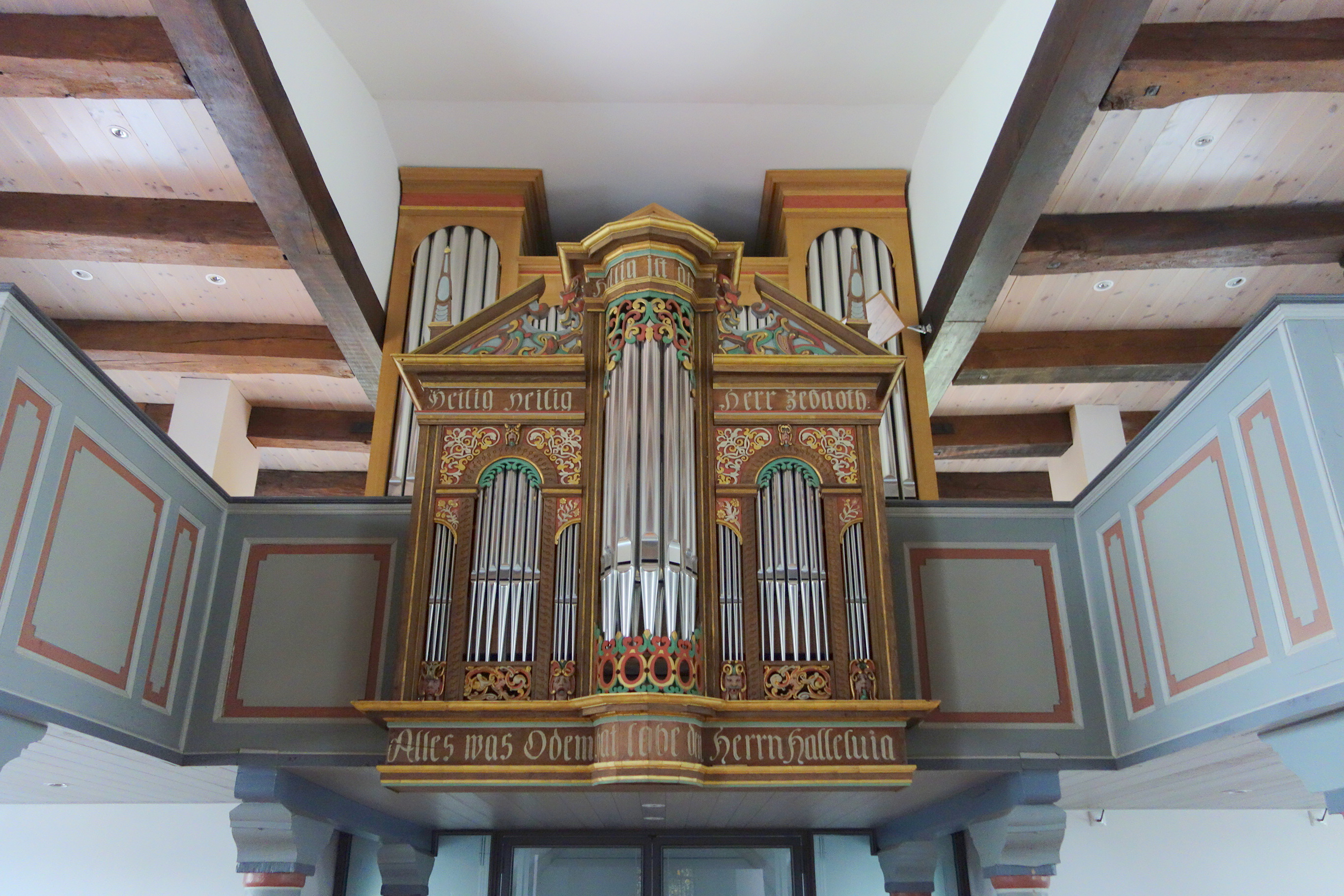
Orgelprospekt

Eine frühbarocke Orgel wurde im Jahr 1636 von einem unbekannten Orgelbauer errichtet und 1644 vollendet. Der Prospekt des Rückpositivs blieb erhalten, er war möglicherweise von Hinrich Hurdelmann angefertigt. Ein überhöhter polygonaler Mittelturm wird von zwei Pfeifenflachfeldern flankiert, deren Rundbögen mit Flachreliefs verziert werden. Auf dem oberen Fries steht das Bibelwort: „Heilig heilig heilig ist der Herr Zebaoth“ (Jes 6,3 ), auf dem unteren Fries: „Alles was Odem hat, lobe den Herrn Halleluia“ (Ps 150,6 ). Den oberen Abschluss bildet ein gesprengter Giebel.
Im Jahr 1890 wurde durch die dänische Orgelbaufirma Marcussen & Søn ein neues Werk eingebaut und 1905 erweitert. Dieses wurde 1936 und 1963 durch die Lübecker Orgelbaufirma Emanuel Kemper überholt und umgebaut. Die Orgel wies erhebliche Mängel auf, so dass sie im Jahr 2004 von der Dresdner Orgelwerkstatt Wegscheider unter Verwendung des historischen Prospekts vollständig erneuert wurde. Die Disposition ist im Stil des 17. Jahrhunderts gestaltet und umfasst 21 Register, die auf zwei Manuale und Pedale verteilt sind.
| I Hauptwerk C– |       |
| Prinzipal      | 8′    |
| Rohrflöte      | 8′    |
| Oktave         | 4′    |
| Gedacktflöte   | 4′    |
| Quinte         | 2 ⁄3′ |
| Oktave         | 2′    |
| Mixtur IV–VI   |       |
| Trompete       | 8′    |

| II Rückpositiv C– |        |
| Holzgedackt       | 8′     |
| Prinzipal         | 4′     |
| Blockflöte        | 4′     |
| Nasard            | 2 ⁄3′  |
| Waldflöte         | 2′     |
| Terz              | 1 3⁄5′ |
| Quinte            | 1 ⁄3′  |
| Dulcian           | 8′     |
| Tremulant         |        |

| Pedal C–  |     |
| Subbass   | 16′ |
| Fagott    | 16′ |
| Prinzipal | 8′  |
| Gedackt   | 8′  |
| Oktave    | 4′  |

- Koppeln: II/I, I/P
- Nebenregister: Cimbelstern, Kuckuckx

## Grabsteine

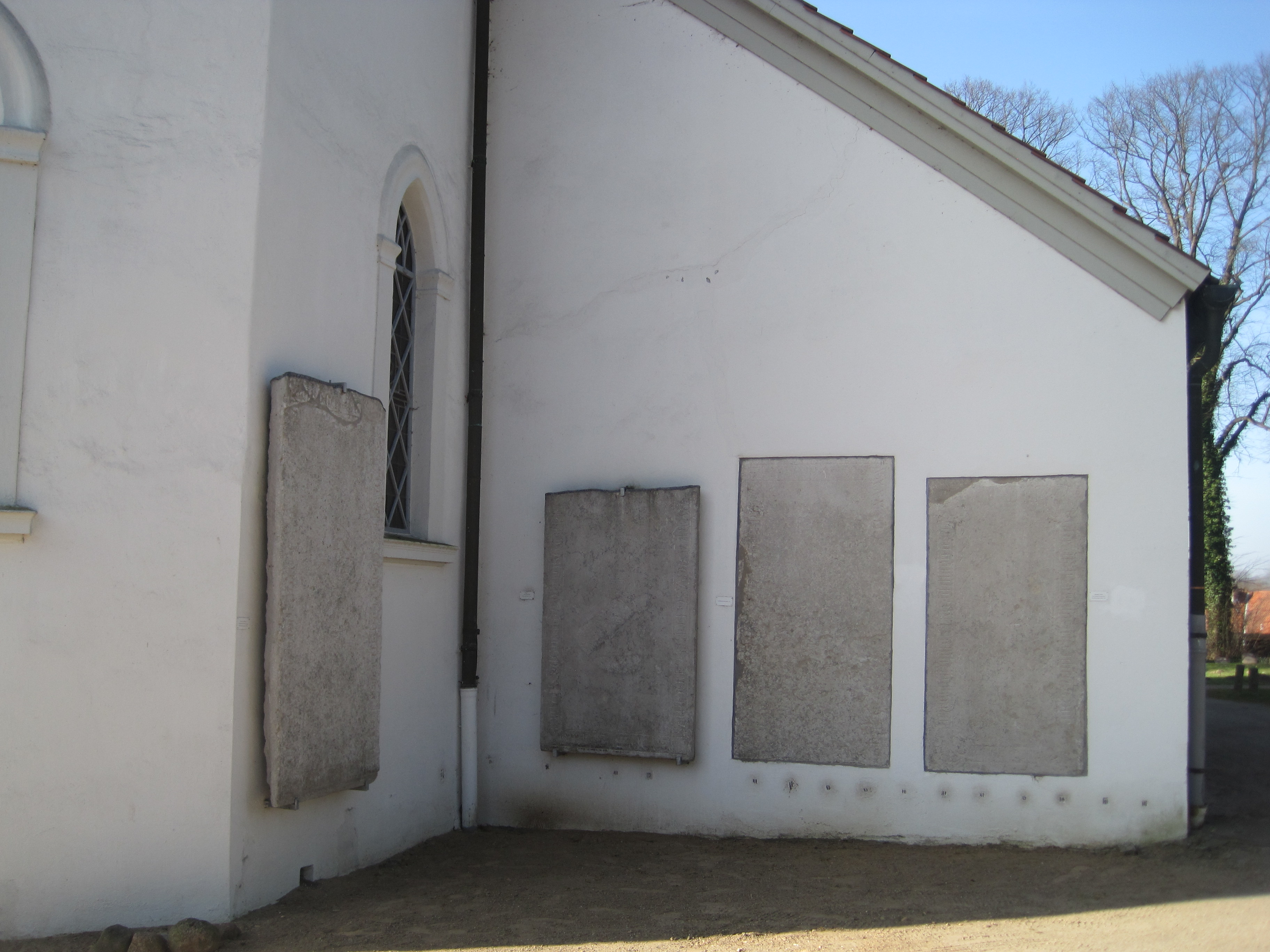
Grabplatten

Aus der früheren Klosterkirche wurden elf mittelalterliche Grabsteine übernommen, darunter die der Äbte des Klosters Reinfeld Hartwig von Reventlow († 1380), Hildebrand († 1483), Johannes († 1498), Marquard († 1506), Georg († 1508), Theoderich(† 1526) und Paulus († 1541). Sie befinden sich teils in der Nordkapelle, teils an der Außenwand der Kirche.

## Geistliche
- – 1774 (†): Matthias Claudius (Vater)
- 1774–1826: Adolph Friedrich Balemann
- 1924–1947: Martin Clasen